# Camilla Semino Favro
Camilla Semino Favro (* 16. August 1986 in Torre del Greco) ist eine italienische Schauspielerin.

## Leben
Camilla Semino Favro wurde in Torre del Greco, einem Ort der Metropolitanstadt Neapel in der Region Kampanien, geboren und wuchs durch den Umzug ihrer Eltern seit ihrem dritten Lebensjahr in Genua auf. Bereits in ihrer frühen Jugend zeigte sie ein Interesse für das Theater und besuchte ab ihrem elften Lebensjahr bis zum Ende ihrer Gymnasialzeit die Theaterschule La quinta praticabile in Genua. Anschließend studierte sie drei Jahre am Piccolo-Theater in Mailand. Auch nach ihrem Theaterstudium trat sie gerne auf der Bühne auf, entschied sich aber für ein zweites Standbein beim Film, weil dort die Bezahlung besser ist.
Ihre erste Rolle vor der Kamera erhielt Camilla Semino in der italienischen Fernsehserie Don Matteo, in der sie 2009 in einer Episode mitwirkte. Nachdem sie anschließend in 12 Episoden der Fernsehserie Fuoriclasse und einer Folge von Camera Café mitgewirkt hatte, erhielt sie 2012 erstmals eine kleine Nebenrolle in dem 2012 uraufgeführten Spielfilm Diaz – Don’t Clean Up This Blood, in dem unter anderem auch die deutsche Schauspielerin Jennifer Ulrich mitwirkte.
Später bekam sie Rollen in Spielfilmen wie Mia Madre (2015) und Die letzte Nacht in Mailand (2023) und wirkte auch in weiteren Fernsehserien, wie zum Beispiel 2015 in einer Episode von Die Toten von Turin und 2017 in sieben Episoden von 1993 – Jede Revolution hat ihren Preis, mit.

## Filmografie (Auswahl)

### Spielfilme
- 2012: Diaz – Don’t Clean Up This Blood
- 2015: Mia Madre
- 2017: Eine Geschichte der Liebe, nicht von dieser Welt (Amori che non sanno stare al mondo)
- 2023: Die letzte Nacht in Mailand (L’ultima notte di Amore)

### Fernsehserien
- 2012: Don Matteo (1 Episode)
- 2015: Die Toten von Turin (Non uccidere, 1 Episode)
- 2017: 1993 – Jede Revolution hat ihren Preis (1993 – Ogni rivoluzione ha un prezzo, 7 Episoden)
- 2023: Survivors[2]